# Asociación de Scouts de Bolivia
La Asociación de Scouts de Bolivia (ASB) es una organización no gubernamental de carácter educativo y sin fines de lucro, fundada en Bolivia en 1911 en la ciudad de Tarija bajo el patrocinio del profesor Adolfo Piñeiro Román, y se convirtió en miembro de la Organización Mundial del Movimiento Scout en 1950. ASB. Hasta el 2011 se tenían 7,898 inscritos. Actualmente cuenta con alrededor de 10.000 niños y jóvenes miembros en ocho capitales de departamento, provincias y localidades mineras, rurales y fronterizas como Uncía, Villamontes, Yacuiba, San Ignacio de Moxos, Camiri, San José de Chiquitos, Montero, Villazón ,El Alto, Carrasco, Chapare, Quillacollo, Esteban Arce y otras localidades.
La asociación es activa en áreas rurales y urbanas del país, y abierta a todas las personas  jóvenes de todas las  religiones. 90% de todos los  miembros son católicos, y la iglesia patrocina muchos grupos.
El Asociación de Scouts de Bolivia se enorgullece de tener miembros de muchas clases sociales, tanto en las ciudades como en las áreas rurales. Hay grupos para personas con discapacidad. Se ha realizado un gran esfuerzo para que el Scouting esté disponible para los jóvenes minusválidos y desfavorecidos, incluyendo jóvenes en orfanatos estatales.
Muchas actividades Scout involucran proyectos de servicio comunitario tales como protección ambiental, producción de alimentos, plantación de árboles y alfabetización.
Los Scouts han construido varios centros de desarrollo comunitarios con la ayuda de los Scouts alemanes, los Scouts americanos, y los Scouts españoles, entre muchos otros. Estos centros comunitarios están localizados en Cochabamba ciudad sede; donde se encuentra una biblioteca y algunos otros edificios de desarrollo comunitarios, además de un centro de convención; La Paz , sede pasada, también una biblioteca y otros edificios de desarrollo comunitarios, que cuentan con centros de asistencia; y Santa Cruz. Se prevé la construcción de otros centros comunitarios a partir de 2006.

## Definición
El Movimiento Scout se define como “un movimiento educativo, no político, de carácter voluntario, para jóvenes, abierto a todos sin distinción de clase, raza o credo, de acuerdo con el propósito, los Principios y el Método concebidos por el Fundador Baden Powell, y que se consignan a continuación”.
La palabra Movimiento significa una serie de actividades organizadas, tendientes a cumplir un objetivo. De esta forma, un movimiento implica dos cosas: 
- objetivo que debe lograrse
- y algún tipo de organización para lograrlo.
- Además que no es estático, es algo que se mueve, que cambia que se ajusta permanentemente a las necesidades y expectativas de los jóvenes y la sociedad.

Como un Movimiento educativo, el Escultismo es no político, en el sentido de que no se involucra en la lucha por el poder, que es el centro de acción de los políticos y que generalmente se refleja en el sistema de partidos políticos, es decir se podría decir que es “no partidario”. Es una característica esencial del Movimiento. Sin embargo, esto no significa que el Escultismo se encuentre completamente alejado de las realidades políticas dentro de un país determinado.

## Programa e ideales
- Lobatos-Edades 7 a 10 años
- Exploradores-Edades 11 a 14 años
- Pioneros-Edades 15 a 17 años
- Rovers-Edades 18 a 21 años

El lema Scout es Siempre Listo.
La insignia de membresía de la Asociación de Scouts de Bolivia incorpora una kantuta con los colores nacionales de la bandera de Bolivia.

## Regiones
El Movimiento Scout en Bolivia representado como Asociación de Scouts de Bolivia, está presente en 8 de los 9 departamentos: La Paz, Cochabamba (dónde se encuentra la oficina principal), Santa Cruz, Oruro, Potosí, Tarija, Chuquisaca y Beni.